# Герб Слов'янки
Герб Слов'я́нки — один з офіційних символів села Слов'янка Межівського району Дніпропетровської області, затверджений 10 листопада 2010 р. рішенням № 132-18/V Слов'янської сільської ради.

## Опис
Щит понижено перетятий, на верхньому лазуровому полі золотий соняшник між двома золотими колосками, на нижньому пурпуровому полі покладені в косий хрест срібні шабля та стріла вістрям вгору. Щит обрамований золотим декоративним картушем і увінчаний сільською короною.

## Значення символів
Соняшник із колосками та золото в гербі презентують село як поселення з розвинутим сільським господарством, найважливішою галуззю якого є хліборобство. Пурпуровий колір — символ козацтва, а перехрещені шабля та стріла нагадують про часи визвольної боротьби запорізьких козаків на цих землях у XVII ст.
Автор — В. І. Григоренко.